# Park Tae-kyong
Park Tae-kyong (en coréen 박태경, né le 30 juillet 1980) est un athlète sud-coréen, spécialiste du 110 m haies.
Son record, également record national jusqu'en 2014, a été réalisé à Canton le 24 novembre 2010, lors des Jeux asiatiques, en 13 s 48 (avec un vent favorable de + 1,1 m/s). Son meilleur temps en 2011 est de 13 s 66 à Kobé lors des Championnats d'Asie d'athlétisme 2011, pour remporter la médaille de bronze. Son meilleur temps précédent était un 13 s 62 à Daegu en septembre 2008. Il était descendu en dessous de 14 s une première fois en 2002, en 13 s 89 à Pusan. Médaille de bronze lors des Championnats d'Asie d'athlétisme 2009 à Canton.
Il a participé aux Championnats du monde à Berlin (13 s 93, éliminé) ainsi qu'aux Jeux olympiques d'Athènes (13 s 96). Il avait terminé 5e des Championnats d'Asie de 2005 à Incheon et médaille d'argent à Manille en 13 s 71 en 2003.
C'est le capitaine de l'équipe sud-coréenne pour les Championnats du monde d'athlétisme 2011 à Daegu où il réalise 13 s 83, 1/10e de mieux qu'à Berlin 2009.